# Peallag
Créature de la mythologie gaelle, la peallag vit généralement à proximité des étangs et des rivières. Elle n'attache jamais ses cheveux ni ne se donne la peine de les peigner. Elle les laisse libre, hirsute, ébouriffés car elle se cache dans les joncs.
Le mot peallag à la même origine que le français "peau". Il vient du latin pellis, qui signifie "cacher" et peut-être rapproché du latin pallium, qui a donné cailleach (vieille femme) en gaélique écossais. En effet, une peallag peut aussi désigner une peau hirsute, un paillasson, la doublure de peau qu'on place sous la selle d'un cheval, mais aussi une femme dépenaillée. La peallag est donc une variation de la sorcière.

On la trouve notamment dans le Carmina Gadelica d'Alexander Carmichael (1900):
"This rune is said by travellers at night. Any person saying it from the heart will be sained and safeguarded from harm. He will not be molested by the fuath, the gruagach, the peallag, the ban-sìth, the bean-nighidh, nor by frìdich nan creag, nor by any spirit in the air, in the earth, under the earth, in the sea, nor under the sea." 
Et dans le The Barvas bard de Donald MacDonald (1920): 
'S a' mhaduinn Di-ciadain gu 'n cheannaich e siabunn,
'S gu 'n ghearr e an fhiasag 'bha shios fo a sgòrnan. 
Ghearr e gach ciabhag, 's gach peallag ' bh'air liathadh,
'S 'n uair dh'fhalbh e g ' a h-iarraidh cha b'fhiRéférences òg.